# Los de atrás vienen conmigo
Los de atrás vienen conmigo ("Os de trás vêm comigo") é o terceiro álbum da banda porto-riquenha Calle 13, lançado em 2009. O disco conquistou prêmios Grammy Latino e figurou em paradas da Billboard.

## Gravações
O álbum foi gravado de julho a agosto de 2008 em vários estúdios pelo mundo, incluindo o Playbach Studio em San Juan, Circle House Studio e Songo Sound Recording Facilities em Miami, Circo Beat Studios em Buenos Aires, Warner Chapell Brasil no Rio de Janeiro e Alfano Music na cidade do Panamá. Ele foi mixado no estúdio Circle House por Ivan Gutierrez e Edgardo Matta e masterizado nos Zeitgeist Recording Studios em Long Island City.

## Composição

### Música
Em La Perla, Visitante misturou ritmos de samba com elementos do candombe uruguaio de maneira a obter um som "das antigas e folclórico". O baixo é tocado em um surdo, um tipo brasileiro de tambor comum no gênero samba-reggae. "Electro Movimiento", com a participação da dupla de Miami Afrobeta, foi descrita como "um jam livre retrô anos 80" com sons eletrônicos.  O compositor colombiano Juanes toca guitarra em "Esto Con Eso", embora Jason Birchmeier do Allmusic tenha afirmado que "você não saberia disso não fossem as notas no encarte, pois há muito mais coisas acontecendo na canção musicalmente".

## Recepção

### Desempenho nas paradas
O álbum chegou à 89ª posição da The Billboard 200, marcando a segunda vez consecutiva em que a banda conseguia um álbum no Top 100 da parada. Ele também alcançou a 3ª posição na Top Latin Albums.
| Parada (2008)              | Maior posição |
| -------------------------- | ------------- |
| Billboard 200              | 89            |
| Billboard Top Latin Albums | 3             |

### Crítica
Leila Cobo da Billboard elogiou a musicalidade do álbum, mas disse que "as letras - irreverentes, incisivas e infalivelmente inteligentes - continuam sendo a marca de um grupo que criou um nível alto ao qual o rap latino pode aspirar. Jason Birchmeier do Allmusic deu a Los de atrás vienen conmigo quatro de cinco estrelas, chamando o álbum de "um passo à frente para o Calle 13... em direção a um estilo destemidamente experimental de música urbana diferente de qualquer outra coisa por aí no momento de seu lançamento." Ele elogiou a diversidade musical do disco e sentiu que muitas das canções colaborativas foram destaques. Phil Freeman do The Village Voice também elogiou a diversidade musical, considerando o disco um "triunfo redefinidor - se não destruidor - de gêneros" que combina "a diversão do disco de estreia com o aventurismo sônico do seu sucessor". Jon Pareles do The New York Times chamou Residente de "um visionário", e afirmou que "poucos grupos de hip-hop ou música urbana, em qualquer língua, combinam tanta ambição com tanta diversão."

### Prêmios

#### Grammy Latino
O disco e suas músicas foram indicados a cinco prêmios Grammy Latino, levando todos:
- Gravação do Ano - "No Hay Nadie Como Tú" com Café Tacvba[8]
- Álbum do Ano - Los de atrás vienen conmigo[8]
- Melhor Álbum de Música Urbana - Los de atrás vienen conmigo[8]
- Melhor Canção Alternativa - "No Hay Nadie Como Tú" com Café Tacuba[9]
- Melhor Vídeo Musical - Versão Curta - "La Perla" com Rubén Blades[8]

#### Prêmio Grammy
Na edição 2010 do Grammy Awards, o Calle 13 conquistou seu segundo Grammy, o de Melhor Álbum de Rock Latino, Alternativo ou Música Urbana.

## Faixas
| N.º            | Título                                                                                   | Música                                              | Duração |  |
| 1.             | "Intro / Crónica De Un Nacimiento" (Introdução / Crônica de um Nascimento)               | E. Abraham                                          | 1:35    |  |
| 2.             | "Que Lloren" (Que Chorem)                                                                | E. Cabra                                            | 4:39    |  |
| 3.             | "No Hay Nadie Como Tú (com Café Tacvba)" (Não Há Ninguém Como Você)                      | R. Ortega, E. Arroyo, J. Arroyo, R. Pérez, E. Cabra | 4:53    |  |
| 4.             | "Gringo Latin Funk" (Funk Latino Gringo)                                                 | E. Cabra                                            | 4:16    |  |
| 5.             | "Ven Y Critícame" (Venha e me Critique)                                                  | R. Arcuate, e. Cabra                                | 4:25    |  |
| 6.             | "Esto Con Eso" (Isto Com Isso)                                                           | E. Cabra                                            | 4:10    |  |
| 7.             | "La Perla (com La Chilinga e Rubén Blades" (A Pérola)                                    | E. Cabra                                            | 6:56    |  |
| 8.             | "Electro Movimento (com Cuci Amador)" (Eletro Movimento)                                 | R. Arcuate, E. Cabra)                               | 3:16    |  |
| 9.             | "Intro Fiesta de Locos" (Introdução Festa de Loucos)                                     | E. Cabra                                            | 0:18    |  |
| 10.            | "Fiesta de Locos" (Festa de Loucos)                                                      | E. Cabra                                            | 4:27    |  |
| 11.            | "Los de Atrás Vienen Conmigo (com La Banda Escolar de Aibonito)" (Os de Trás Vêm Comigo) | R. Arcuate, E. Cabra                                | 3:36    |  |
| 12.            | "Tal Para Cual" (Tal Qual (com PG-13))                                                   | E. Cabra                                            | 3:47    |  |
| 13.            | "Interlude" (Interlúdio)                                                                 | E. Cabra                                            | 0:22    |  |
| 14.            | "Bienvenidos a Mi Mundo" (Bem-Vindos a Meu Mundo)                                        | R. Arcuate, E. Cabra                                | 3:57    |  |
| 15.            | "John, El Esquizofrénico" (John, o Esquisofrênico)                                       | R. Arcuate, E. Cabra                                | 4:34    |  |
| 16.            | "Outro" (Encerramento)                                                                   | E. Cabra                                            | 0:47    |  |
| Duração total: | Duração total:                                                                           | Duração total:                                      | 60:20   |  |

### Faixa bônus do iTunes
| N.º | Título                                          | Música                           | Duração |  |
| 17. | "Combo Imbécil (com Vicentico)" (Combo Imbecil) | L. Bulacio, D. Ramírez, E. Cabra | 4:36    |  |

### Faixas bônus do Zune
| N.º | Título                                                                 | Música    | Duração |  |
| 18. | "Japón" (Japão)                                                        | Visitante | 4:00    |  |
| 19. | "Pal' Norte (Don Cheto Mix( (com Orishas)" (Pro Norte (Mix Don Cheto)) | Visitante | 4:23    |  |